# 印度水力發電

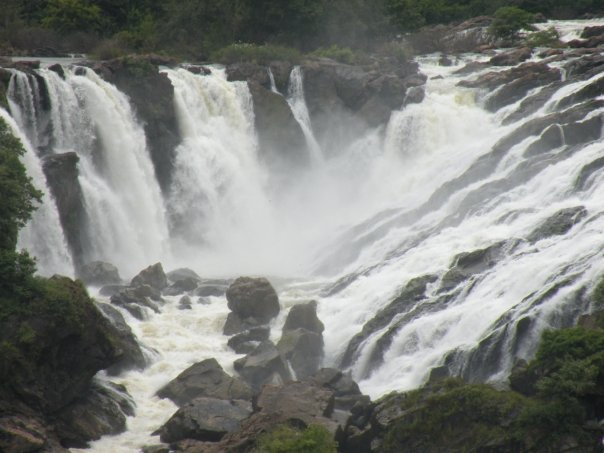
位於印度卡納塔克邦的濕婆三摩地瀑布。

印度水力發電（英語：Hydroelectric power in India）的裝置容量排名全球第五。截至2020年3月31日，印度公用事業的水力發電裝置容量為46,000百萬瓦（MW），佔該國公用事業發電總量的12.3%。印度另外安裝有小型水力發電機組，總容量為4,683MW（佔該國公用事業發電總量的1.3%）。估計印度水力發電潛力為148,700MW（假設容量因子在60%的情況下）。印度於2019-20財政年度的水力發電總量為156太瓦時（1TWh=1兆瓦時，即1萬億瓦時，不包含小型水力發電），平均容量因子為38.71%。
位於大吉嶺和濕婆三摩地瀑布的水力發電廠，分別建於1898年和1902年，是亞洲最早建成的水力發電廠之一。印度於全球水力發電開發方面一直居於排名在前的地位。印度也從不丹進口此國剩餘的水電。
所謂小型水力發電的定義為銘牌容量不超過25MW的發電設施，歸由印度新能源和再生能源部 (MNRE) 管轄，而發電容量在25MW及以上的屬於大型水力發電，由印度電力部管轄。位於馬哈拉什特拉邦的科以納水力發電項目是印度已建成的最大水力發電廠，發電容量為1,960MW。
印度於2023-24財政年度（截至2024年3月31日）的水力發電量下降16.3%，創下38年來最大降幅，主要原因是該國降水量較少，導致水力發電在印度總發電量的佔比降至歷史低點的8.3%（當年水力發電量1,460億千瓦時（即我們所稱的"度"），是5年來的最低點），結果是該國必須增加對燃煤發電方面的依賴。當年的降水量是從2018年以來最少的，推測是受到聖嬰-南方振盪現象的天氣模式影響。水力發電在印度能源結構中的作用因此減弱，其可靠性因不穩定的天氣模式而變得難以預測。

## 水力發電潛力

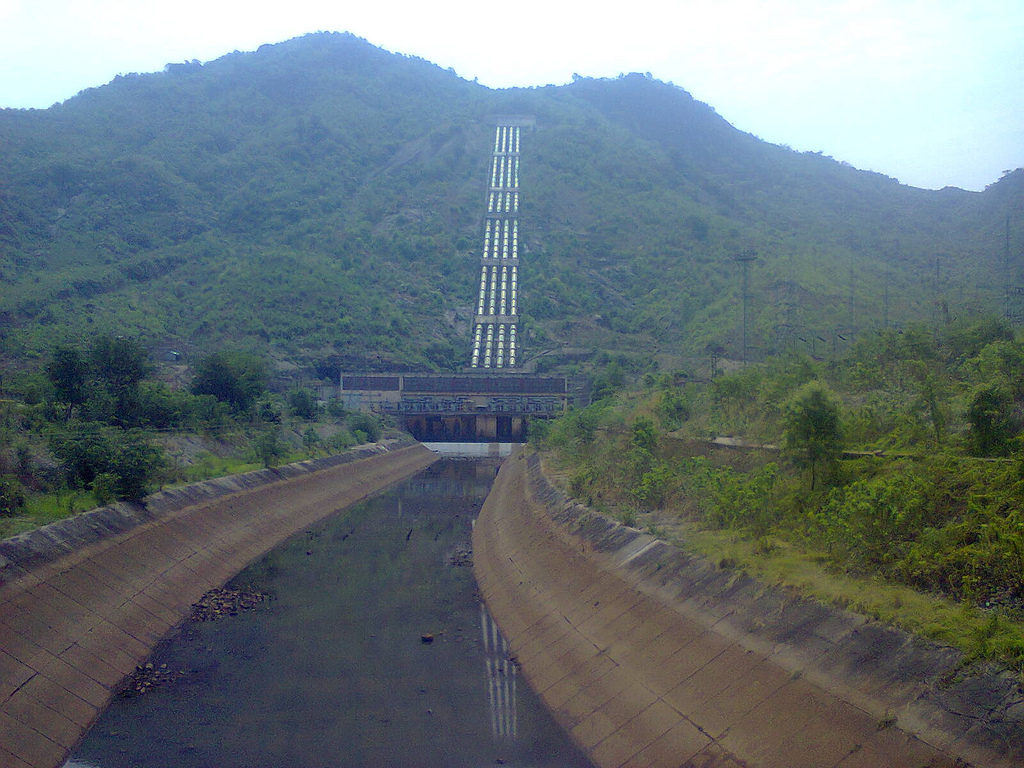
位於印度東部印德拉瓦蒂河大壩的水力發電廠。

印度在經濟上有開發價值，且技術上可行的水力發電潛力估計為148,701MW。另有可供開發的小型水力發電項目（估計發電量為6,780MW）。還有可開發的56個抽水蓄能發電工程地點，估計裝置容量可達94,000MW。在印度中部有戈達瓦里河、默哈訥迪河、納加瓦利河、瓦姆薩達拉河和訥爾默達河流域的水力發電潛力，由於遭到當地土著的反對而尚未進行大規模開發。

## 各大河流域水電潛力
該國布拉馬普特拉河（於中國境內稱為雅魯藏布江）的水力發電潛力最大，其次是印度河、恆河。該國由西往東流向的河流較由東往西流向的與中印度盆地的河流有更大的發電潛力。
印度公共部門水電廠的發電量佔該國水力發電總量的92.5%。印度國家水力發電公司、東北電力公司 (NEEPCO)、薩特魯傑水力發電公司 (SJVN)、特里水力發電公司和印度國家火力發電公司是印度排名在前的公共部門水力發電公司。預計私營水力發電公司會隨著該國在喜馬拉雅山脈區域和印度東北部水力發電的發展而成長。印度電力公司也在不丹、尼泊爾、阿富汗等國家興建水力發電項目。
巴克拉-比亞斯管理委員會（Bhakra Beas Management Board，簡稱BBMB（是家國營企業）負責營運位於印度北部巴克拉-南加爾大壩的水力發電事項，此地區的發電裝置容量為2.9吉瓦。歷經四十年的運作後，其發電成本約為每千瓦時27派沙（0.32美分）。BBMB是印度北部電網尖峰電力和黑啟動（指的是在不依賴外部輸電網路，而從全部或部分停電狀態中恢復發電廠或部分電網運作的過程。）所需電力的主要來源，築大壩而形成的大型水庫提供鄰近各邦共1,250萬英畝（51,000平方公里，或19,500平方英里）的農地灌溉用水，推動印度北部的綠色革命。
國際水力發電協會估計印度水力發電潛力總量有660,000吉瓦時/年（1吉瓦時=10億瓦時），其中540,000吉瓦時/年（79%）尚未開發。就未開發水力發電潛力而言，印度排名世界第4，僅次於俄羅斯、中國和加拿大，就總潛力而言，印度排名第五（次於前述四國以及巴西）。

## 抽水蓄能機組
截至2015年曆年底，縱然印度當年的水力發電量較少，但已成為一電力過剩國家，有數量龐大的發電能力因需求不足而被閒置。同樣是水力發電的抽水蓄能項目可用來解決尖峰負載時的電力短缺問題，這種項目將平日剩餘電力用於抽水蓄能，而在尖峰負載發生時用來發電，以應對需求。當河流有過量的水時，抽水蓄能還可提供二次季節性電力，無需負擔額外成本。印度已建立近4,800MW的抽水蓄能能力。截至2023年12月，另有2,780MW產能在興建中。
抽水蓄能機組也可用作抽水站，從該國各河流中取水，以應對高地灌溉、工業和人們飲用水的需求。印度的糧食安全隨著水安全而改善，而水安全可透過能源安全提供抽水蓄能項目所需的電力。
隨著太陽能發電成本持續下降，其在能源市場中的競爭力不斷提升，同時太陽能發電幾乎不產生污染，是實現綠色能源轉型的重要途徑。太陽能發電，與抽水蓄能機組聯合運作可同時滿足白天和夜間的能源需求。
位於喀拉拉邦和卡納塔克邦西高止山脈的往西流向河流上，有許多現有水力發電廠正進行擴建，包括抽水蓄能機組，除能利用白天太陽能發電產生的多餘電力之外，所儲存的水也可用來解決高韋里河、克里希納河等往東流向河流的缺水問題。